# 裂帶鸚竺鯛
裂帶鸚竺鯛（学名：Ostorhinchus compressus），又稱裂带天竺鲷，为輻鰭魚綱鈎頭魚目天竺鲷科鸚竺鯛屬的一種，俗名粗体天竺鲷。

## 分布
本魚分布于印度西太平洋區，包括馬來西亞、印尼、越南、琉球群岛、菲律宾、所罗门群岛、台湾、澳洲、密克羅尼西亞、萬那杜、帛琉等海域。该物种的模式产地在菲律宾。

## 深度
水深2至20公尺。

## 特徵
本魚體延長而側扁，眼大，口大略下位。體色呈白色或略帶桃色，在體側邊上有大約6條紅褐色的斑紋；在尾鰭基底有3至4個深色斑點。眼具藍色圓圈包圍。稚魚有黃色的尾梗且在中心有一黑色斑點，背鰭硬棘8枚；背鰭軟條9枚；臀鰭硬棘2枚；臀鰭軟條9枚，體長可達12公分。

## 生態
本魚棲息於珊瑚礁區，白天躲藏於岩洞中，夜間出來覓食，屬肉食性，以軟體動物或其它底棲甲殼類為食。繁殖期時，雄魚具有口孵習性，卵約7日化成仔魚，由雄魚吐出，具短暫的仔魚飄浮期。

## 經濟利用
可做為觀賞魚。

## 扩展阅读
維基物種上的相關：裂帶鸚竺鯛